# Pamutih
Pamutih is een bestuurslaag in het regentschap Pemalang van de provincie Midden-Java, Indonesië. Pamutih telt 6609 inwoners (volkstelling 2010).